# 1972-es U23-as labdarúgó-Európa-bajnokság
Az 1972-es U23-as labdarúgó-Európa-bajnokság az első utánpótlástorna volt ebben a korosztályban, melyet 1970 és 1972 között rendeztek. A legelső Európa-bajnoki címet Csehszlovákia szerezte meg.
A sorozatban induló 22 válogatottat 8 csoportba sorsolták. A csoportgyőztesek továbbjutottak és negyeddöntők keretein belül összesorsolták őket. Itt oda-visszavágós alapon dőlt el a továbbjutás. A tornának nem volt kijelölt házigazdája.

## Selejtezők

### 1. csoport
| # | Csapat        | M | Gy | D | V | RG | KG | P |
| - | ------------- | - | -- | - | - | -- | -- | - |
| 1 | Csehszlovákia | 4 | 2  | 2 | 0 | 8  | 4  | 6 |
| 2 | Románia       | 4 | 2  | 1 | 1 | 5  | 3  | 5 |
| 3 | Finnország    | 4 | 0  | 1 | 3 | 4  | 10 | 1 |

| 1970. október 4. |

| Finnország | 1–1 | Csehszlovákia |
| ---------- | --- | ------------- |
|            |     |               |

|  |

| 1970. október 11. |

| Finnország | 0–1   | Románia      |
| ---------- | ----- | ------------ |
|            | (0–1) | Petreanu 32' |

| Kupitaa stadion, Turku Nézőszám: 5000 |

| 1971. május 16. |

| Románia      | 1–1   | Csehszlovákia |
| ------------ | ----- | ------------- |
| Beldeanu 62' | (0–0) | Bičovský 57'  |

| Marosvásárhely Nézőszám: 15 000 Játékvezető: Shavizar Gruda (albán) |

| 1971. június 16. |

| Csehszlovákia                                          | 5–2   | Finnország                |
| ------------------------------------------------------ | ----- | ------------------------- |
| Štafura 26' Nehoda 26' 80' 82' (11-esből) Bičovský 52' | (2–2) | Suhonen 1' Raatikainen 6' |

| Liberec Nézőszám: 1000 Játékvezető: Petri Sándor (magyar) |

| 1971. szeptember 22. |

| Románia                 | 3–1   | Finnország      |
| ----------------------- | ----- | --------------- |
| Kun 10' 43' Nastase 48' | (2–1) | Raatikainen 20' |

| Nézőszám: 3000 Játékvezető: Ozselcuk Sedat (török) |

| 1971. november 14. |

| Csehszlovákia | 1–0   | Románia |
| ------------- | ----- | ------- |
| Gajdůšek 85'  | (0–0) |         |

| Viktoria Žižkov stadion Nézőszám: 7000 Játékvezető: Marian Kustoń (lengyel) Asszisztensek: Stroncak, Slabik (lengyelek) |

### 2. csoport
| # | Csapat        | M | Gy | D | V | RG | KG | P |
| - | ------------- | - | -- | - | - | -- | -- | - |
| 1 | Bulgária      | 6 | 4  | 1 | 1 | 9  | 3  | 9 |
| 2 | Magyarország  | 6 | 3  | 1 | 2 | 9  | 3  | 7 |
| 3 | Norvégia      | 6 | 1  | 3 | 2 | 6  | 13 | 5 |
| 4 | Franciaország | 6 | 0  | 3 | 3 | 5  | 10 | 3 |

| 1970. október 6. |

| Norvégia         | 1–0   | Magyarország |
| ---------------- | ----- | ------------ |
| Christofersen 7' | (1–0) |              |

| Fredrikstad Nézőszám: 5000 Játékvezető: Wharton (skót) |

| 1970. november 11. |

| Franciaország | 0–0 | Norvégia |
| ------------- | --- | -------- |
|               |     |          |

| Alès |

| 1970. november 15. |

| Bulgária | 5–0   | Norvégia |
| -------- | ----- | -------- |
|          | (2–0) |          |

| Szófia |

| 1971. április 23. |

| Franciaország | 1–1   | Magyarország |
| ------------- | ----- | ------------ |
| Larqué 30'    | (1–0) | Tóth A. 60'  |

| Rouen Nézőszám: 12 000 Játékvezető: Weyland (NSZK) |

| 1971. május 18. |

| Bulgária       | 1–0   | Magyarország |
| -------------- | ----- | ------------ |
| Sztankov 90+7' | (0–0) |              |

| Vraca Nézőszám: 10 000 Játékvezető: Rainea (román) |

| 1971. június 8. |

| Norvégia | 1–1   | Bulgária   |
| -------- | ----- | ---------- |
| Skjerve  | (0–1) | Veszelinov |

| Tønsberg |

| 1971. szeptember 7. |

| Norvégia                   | 4–4   | Franciaország  |
| -------------------------- | ----- | -------------- |
| Christofersen ' (11-esből) | (3–2) | Chiesa Militor |

| Sarpsborg |

| 1971. szeptember 25. 15:30 |

| Magyarország      | 2–0   | Bulgária |
| ----------------- | ----- | -------- |
| Kozma 8' Máté 88' | (1–0) |          |

| Népstadion, Budapest Nézőszám: 35 000 Játékvezető: Pouček (csehszlovák) Asszisztensek: Horbas, Koncek (mindkettő csehszlovák) |

| 1971. október 10. 11:00 |

| Magyarország                      | 3–0   | Franciaország |
| --------------------------------- | ----- | ------------- |
| Horváth J. 13' Török 35' Nagy 65' | (2–0) |               |

| Fáy utca, Budapest Nézőszám: 5000 Játékvezető: Dilek (török) Asszisztensek: Erentok, Sigindere (mindkettő török) |

| 1971. október 27. 15:30 |

| Magyarország                         | 3–0   | Norvégia |
| ------------------------------------ | ----- | -------- |
| Tóth A. 3' (11-es) Nagy 19' Máté 25' | (3–0) |          |

| Népstadion, Budapest Nézőszám: 5000 Játékvezető: Einbeck (NDK) Asszisztensek: Pischke, Prokop (mindkettő NDK) |

| 1971. november 10. |

| Bulgária | 1–0   | Franciaország |
| -------- | ----- | ------------- |
| Mihajlov | (0–0) |               |

| Sztara Zagora |

| 1971. december 5. |

| Franciaország | 0–1 | Bulgária |
| ------------- | --- | -------- |
|               |     |          |

| Rennes |

### 3. csoport
| # | Csapat      | M | Gy | D | V | RG | KG | P |
| - | ----------- | - | -- | - | - | -- | -- | - |
| 1 | Görögország | 2 | 2  | 0 | 0 | 3  | 0  | 4 |
| 2 | Svájc       | 2 | 0  | 0 | 2 | 0  | 3  | 0 |

| 1970. december 15. |

| Görögország | 1–0   | Svájc |
| ----------- | ----- | ----- |
|             | (1–0) |       |

| Athén |

| 1971. május 11. |

| Svájc | 0–2   | Görögország |
| ----- | ----- | ----------- |
|       | (0–1) |             |

| St. Gallen |

### 4. csoport
| # | Csapat        | M | Gy | D | V | RG | KG | P |
| - | ------------- | - | -- | - | - | -- | -- | - |
| 1 | Szovjetunió   | 2 | 1  | 1 | 0 | 3  | 2  | 3 |
| 2 | Spanyolország | 2 | 0  | 1 | 1 | 2  | 3  | 1 |

| 1971. május 30. |

| Spanyolország | 1–2   | Szovjetunió                  |
| ------------- | ----- | ---------------------------- |
| Sergio 12'    | (1–1) | Oniscsenko 5' Gurstovics 60' |

| Málaga Nézőszám: 30 000 Játékvezető: René Vigliani (francia) |

| 1971. október 27. |

| Szovjetunió    | 1–1   | Spanyolország |
| -------------- | ----- | ------------- |
| Piszkarjov 46' | (0–1) | Aguilar 20'   |

| Donyeck |

### 5. csoport
| # | Csapat     | M | Gy | D | V | RG | KG | P |
| - | ---------- | - | -- | - | - | -- | -- | - |
| 1 | Dánia      | 2 | 1  | 1 | 0 | 3  | 2  | 3 |
| 2 | Portugália | 2 | 0  | 1 | 1 | 2  | 3  | 1 |

| 1970. október 14. |

| Portugália | 1–1   | Dánia |
| ---------- | ----- | ----- |
|            | (0–1) |       |

| Lisszabon Nézőszám: 20 000 |

| 1971. május 12. |

| Dánia                    | 2–1   | Portugália |
| ------------------------ | ----- | ---------- |
| Skriver Arthur ' (öngól) | (1–1) | Checo      |

| Aalborg |

### 6. csoport
| # | Csapat      | M | Gy | D | V | RG | KG | P |
| - | ----------- | - | -- | - | - | -- | -- | - |
| 1 | Svédország  | 4 | 3  | 0 | 1 | 8  | 2  | 6 |
| 2 | Olaszország | 4 | 2  | 0 | 2 | 6  | 7  | 4 |
| 3 | Ausztria    | 4 | 1  | 0 | 3 | 3  | 8  | 2 |

| 1970. október 11. |

| Olaszország | 3–1 | Ausztria |
| ----------- | --- | -------- |
|             |     |          |

|  |

| 1971. május 25. |

| Svédország | 2–0   | Ausztria |
| ---------- | ----- | -------- |
|            | (1–0) |          |

| Borlänge Nézőszám: 1600 |

| 1971. június 10. |

| Olaszország | 1–0 | Svédország |
| ----------- | --- | ---------- |
|             |     |            |

|  |

| 1971. szeptember 5. |

| Ausztria | 0–2   | Svédország          |
| -------- | ----- | ------------------- |
|          | (0–1) | Tappers Fredriksson |

| Innsbruck |

| 1971. október 10. |

| Svédország | 4–1 | Olaszország |
| ---------- | --- | ----------- |
|            |     |             |

|  |

| 1971. november 22. |

| Ausztria | 2–1 | Olaszország |
| -------- | --- | ----------- |
|          |     |             |

|  |

### 7. csoport
| # | Csapat      | M | Gy | D | V | RG | KG | P |
| - | ----------- | - | -- | - | - | -- | -- | - |
| 1 | Hollandia   | 4 | 2  | 1 | 1 | 9  | 7  | 5 |
| 2 | Jugoszlávia | 4 | 2  | 1 | 1 | 7  | 7  | 5 |
| 3 | NDK         | 4 | 1  | 0 | 3 | 5  | 7  | 2 |

| 1970. október 10. |

| Hollandia                                        | 5–2   | Jugoszlávia                    |
| ------------------------------------------------ | ----- | ------------------------------ |
| R. van de Kerkhof ?' 18' 31' 85' van der Ven 22' | (4–1) | Vladić 20' Vajnmar 78' (öngól) |

| Philips Stadion, Eindhoven Nézőszám: 6500 Játékvezető: Burns (angol) |

| 1970. november 10. |

| NDK                     | 3–1   | Hollandia           |
| ----------------------- | ----- | ------------------- |
| Mosert 2' 8' Seguin 26' | (3–1) | van de Kerkhoff 11' |

| Erfurt Nézőszám: 4500 |

| 1971. április 3. |

| Jugoszlávia | 1–1   | Hollandia |
| ----------- | ----- | --------- |
| Bajević 53' | (0–1) | Geels 43' |

| Gradski stadion, Mostar Nézőszám: 8000 |

| 1971. május 8. |

| NDK | 0–1   | Jugoszlávia  |
| --- | ----- | ------------ |
|     | (0–1) | Janković 31' |

| Karl-Marx-Stadt Nézőszám: 8000 Játékvezető: Lazowsky (lengyel) |

| 1971. október 9. |

| Hollandia   | 2–1   | NDK |
| ----------- | ----- | --- |
| Krool Geels | (1–0) | Rau |

| Tilburg Nézőszám: 15 000 |

| 1971. október 15. |

| Jugoszlávia                 | 3–1   | NDK         |
| --------------------------- | ----- | ----------- |
| Vukotić 49' 78' Nikezić 70' | (0–0) | Labesch 80' |

| Tuzla Nézőszám: 4000 |

### 8. csoport
| # | Csapat        | M | Gy | D | V | RG | KG | P  |
| - | ------------- | - | -- | - | - | -- | -- | -- |
| 1 | NSZK          | 6 | 5  | 1 | 0 | 11 | 1  | 11 |
| 2 | Lengyelország | 6 | 2  | 3 | 1 | 7  | 4  | 7  |
| 3 | Albánia       | 6 | 0  | 3 | 3 | 2  | 7  | 3  |
| 4 | Törökország   | 6 | 0  | 3 | 3 | 0  | 8  | 3  |

| 1970. október 14. |

| Albánia  | 1–1   | Lengyelország |
| -------- | ----- | ------------- |
| Cela 33' | (1–1) | Janik 31'     |

| Tirana Nézőszám: 30 000 Játékvezető: Kunze (NDK) |

| 1970. október 18. |

| Törökország | 0–2   | NSZK               |
| ----------- | ----- | ------------------ |
|             | (0–1) | Häbermann Bleichle |

| Ankara Nézőszám: 40 000 |

| 1970. december 13. |

| Törökország | 0–0 | Albánia |
| ----------- | --- | ------- |
|             |     |         |

| Bursa |

| 1971. február 16. |

| Albánia | 0–2   | NSZK         |
| ------- | ----- | ------------ |
|         | (0–1) | Köppel Weist |

|  |

| 1971. április 24. |

| NSZK | 3–0   | Törökország |
| ---- | ----- | ----------- |
|      | (0–0) |             |

| Augsburg |

| 1971. május 12. |

| Lengyelország | 2–1   | Albánia |
| ------------- | ----- | ------- |
| Lato          | (0–0) | Balluku |

| Rzeszów |

| 1971. június 11. |

| NSZK | 2–0 | Albánia |
| ---- | --- | ------- |
|      |     |         |

|  |

| 1971. szeptember 22. |

| Törökország | 0–0 | Lengyelország |
| ----------- | --- | ------------- |
|             |     |               |

| Ankara |

| 1971. október 9. |

| Lengyelország  | 1–1   | NSZK        |
| -------------- | ----- | ----------- |
| Kwiatkowski 9' | (1–0) | Reimann 83' |

| Łódź Játékvezető: Sven Jonsson (svéd) |

| 1971. november 14. |

| Albánia | 0–0 | Törökország |
| ------- | --- | ----------- |
|         |     |             |

|  |

| 1971. november 16. |

| NSZK      | 1–0   | Lengyelország |
| --------- | ----- | ------------- |
| Weist 84' | (0–0) |               |

| Bréma Játékvezető: Ismael Baltasar (portugál) |

| 1971. december 5. |

| Lengyelország             | 3–0   | Törökország |
| ------------------------- | ----- | ----------- |
| Janik 52' Kmiecik 70' 71' | (0–0) |             |

| Lechia Stadion, Gdańsk |

## Egyenes kieséses szakasz

### Negyeddöntők
A negyeddöntők párosítását 1972. január 12-én sorsolták Zürichben a Hotel Atlantisban. A mérkőzéseket 1972. április 26. és május 14. között rendezték. Bulgária a harmadik mérkőzés után jutott tovább.
| 1972. április 26. |

| Bulgária | 2–2 | Hollandia |
| -------- | --- | --------- |
|          | (–) |           |

| Pleven |

| 1972. május 10. |

| Hollandia | 0–0 | Bulgária |
| --------- | --- | -------- |
|           |     |          |

| Groningen |

| 1972. május 24. |

| Bulgária      | 2–0   | Hollandia |
| ------------- | ----- | --------- |
| Denev 34' 60' | (1–0) |           |

| Szófia Nézőszám: 40 000 |

| 1972. április 26. |

| Dánia              | 2–0   | Görögország |
| ------------------ | ----- | ----------- |
| Dahl 12' Senca 23' | (2–0) |             |

| Vejle |

| 1972. május 3. |

| Görögország                                         | 5–0   | Dánia |
| --------------------------------------------------- | ----- | ----- |
| Davurlisz 2' 31' Kapszisz 51' Kritikopulosz 64' 85' | (2–0) |       |

| Athén Nézőszám: 20 000 |

| 1972. április 27. |

| Svédország | 0–1   | Csehszlovákia |
| ---------- | ----- | ------------- |
|            | (0–0) | Gajdůšek 70'  |

| Solna Nézőszám: 2000 Játékvezető: Arie van Gemert (holland) Asszisztensek: Schouwrnars, Geurens (hollandok) |

| 1972. május 14. |

| Csehszlovákia                      | 3–1   | Svédország       |
| ---------------------------------- | ----- | ---------------- |
| Dvořák 32' Farkaš 39' Bičovský 45' | (3–0) | Frederiksson 60' |

| VSS Košice stadion, Kassa Nézőszám: 2000 Játékvezető: Kessler (osztrák) Asszisztensek: Karrer, Mossier (osztrákok) |

| 1972. április 29. |

| Szovjetunió | 3–1   | NSZK |
| ----------- | ----- | ---- |
|             | (0–0) |      |

| Jereván |

| 1972. május 11. |

| NSZK | 0–0 | Szovjetunió |
| ---- | --- | ----------- |
|      |     |             |

| Gelsenkirchen Nézőszám: 20 000 |

### Elődöntők
Az elődöntők mérkőzéseit 1972. május 17. és június 15. között rendezték.
| 1972. május 17. |

| Csehszlovákia        | 2–0   | Görögország |
| -------------------- | ----- | ----------- |
| Samek 26' Masrna 58' | (1–0) |             |

| Kassa Nézőszám: 8000 Játékvezető: Walter Eschweiler (NSZK) Asszisztensek: Hekerott, Rieb (NSZK) |

| 1972. május 31. |

| Görögország              | 2–1   | Csehszlovákia |
| ------------------------ | ----- | ------------- |
| Gunarisz 25' Mavrosz 46' | (1–0) | Švehlík 62'   |

| Athén Nézőszám: 30 000 Játékvezető: Paul Bonett (máltai) |

| 1972. június 7. |

| Szovjetunió | 4–0   | Bulgária |
| ----------- | ----- | -------- |
|             | (3–0) |          |

| Leningrád |

| 1972. június 15. |

| Bulgária | 3–3   | Szovjetunió |
| -------- | ----- | ----------- |
|          | (2–2) |             |

| Szófia |

### Döntő
| 1972. június 26. |

| Szovjetunió            | 2–2   | Csehszlovákia         |
| ---------------------- | ----- | --------------------- |
| Blohin 49' Gucajev 73' | (0–0) | Albrecht 70' Melichar |

| Központi Lenin Stadion, Moszkva Nézőszám: 25 000 Játékvezető: Joachim Weyland (NSZK) |

| SZOVJETUNIÓ:   |  |                        |     |
|                |  |                        |     |
| KA             |  | Vlagyimir Olejnyik     |     |
| V              |  | Borisz Szerosztanov    |     |
| V              |  | Rosztiszlav Potocsnyak |     |
| V              |  | Vlagyimir Golubev      |     |
| V              |  | Viktor Zvjagincev      |     |
| KP             |  | Haszan Mirikov         | 46' |
| KP             |  | Andrej Jakubik         |     |
| CS             |  | Vlagyimir Gucajev      |     |
| CS             |  | Givi Nogyija           |     |
| CS             |  | Leonyid Burjak         | 71' |
| CS             |  | Oleg Blohin            |     |
| Cserék:        |  |                        |     |
| KP             |  | Alekszandr Mahovikov   | 46' |
| CS             |  | Vlagyimir Dorofejev    | 71' |
|                |  |                        |     |
|                |  |                        |     |
|                |  |                        |     |
| Vezetőedző:    |  |                        |     |
| Borisz Nabokov |  |                        |     |

| CSEHSZLOVÁKIA: |  |                   |     |
|                |  |                   |     |
| KA             |  | Dušan Kéketi      |     |
| V              |  | Jozef Suchánek    | 60' |
| V              |  | Václav Samek      |     |
| V              |  | Karel Dvořák      |     |
| V              |  | Zdeněk Koubek     |     |
| KP             |  | Jaroslav Melichar |     |
| KP             |  | Přemysl Bičovský  |     |
| KP             |  | Miroslav Gajdůšek |     |
| CS             |  | Jaroslav Masrna   |     |
| CS             |  | Zdeněk Nehoda     | 72' |
| CS             |  | Milan Albrecht    |     |
| Cserék:        |  |                   |     |
| V              |  | Ladislav Štovčík  | 60' |
| KP             |  | Ivan Pekárik      | 72' |
|                |  |                   |     |
|                |  |                   |     |
|                |  |                   |     |
| Vezetőedző:    |  |                   |     |
| Jozef Vengloš  |  |                   |     |

| 1972. június 30. |

| Csehszlovákia                       | 3–1   | Szovjetunió |
| ----------------------------------- | ----- | ----------- |
| Gajdůšek 10' Herda 11' Albrecht 61' | (2–0) | Blohin 67'  |

| Ostrava Nézőszám: 17 000 Játékvezető: Sergio Gonella (olasz) Asszisztensek: Fazio, Micastro (olaszok) |

| CSEHSZLOVÁKIA: |  |                   |  |
|                |  |                   |  |
| KA             |  | Dušan Kéketi      |  |
| V              |  | Ladislav Štovčík  |  |
| V              |  | Václav Samek      |  |
| V              |  | Karel Dvořák      |  |
| V              |  | Zdeněk Koubek     |  |
| KP             |  | Jaroslav Melichar |  |
| KP             |  | Přemysl Bičovský  |  |
| KP             |  | Miroslav Gajdůšek |  |
| CS             |  | Dušan Herda       |  |
| CS             |  | Ivan Pekárik      |  |
| CS             |  | Milan Albrecht    |  |
| Cserék:        |  |                   |  |
|                |  |                   |  |
|                |  |                   |  |
|                |  |                   |  |
|                |  |                   |  |
|                |  |                   |  |
| Vezetőedző:    |  |                   |  |
| Jozef Vengloš  |  |                   |  |

| SZOVJETUNIÓ:   |  |                        |     |
|                |  |                        |     |
| KA             |  | Vlagyimir Olejnyik     |     |
| V              |  | Borisz Szerosztanov    |     |
| V              |  | Rosztiszlav Potocsnyak |     |
| V              |  | Vlagyimir Golubev      |     |
| V              |  | Viktor Zvjagincev      |     |
| KP             |  | Leonyid Burjak         |     |
| KP             |  | Andrej Jakubik         |     |
| KP             |  | Alekszandr Mahovikov   |     |
| CS             |  | Vlagyimir Gucajev      | 70' |
| CS             |  | Givi Nogyija           |     |
| CS             |  | Oleg Blohin            |     |
| Cserék:        |  |                        |     |
| CS             |  | Vlagyimir Dorofejev    | 70' |
|                |  |                        |     |
|                |  |                        |     |
|                |  |                        |     |
|                |  |                        |     |
| Vezetőedző:    |  |                        |     |
| Borisz Nabokov |  |                        |     |

| Az 1972-es U23-as labdarúgó-Európa-bajnokság győztese |
| ----------------------------------------------------- |
| CSEHSZLOVÁKIA 1. cím                                  |